# JCB (single)
JCB (of JCB Song) is een nummer van het Britse muziekduo Nizlopi uit 2005. Het is de tweede single van hun debuutalbum Half These Songs Are About You.

## Tekst
Het nummer is een ballad die gaat over de problemen die zanger en gitarist Luke Concannon op school ondervond met zijn dyslexie. Vanwege zijn dyslexie werd Luke heel erg gepest door zijn leeftijdsgenoten. Luke ontvluchtte hiervan door zijn vader, die in de bouw werkt, tijdens zijn werk te vergezellen. Zijn vader kwam hem steeds van school ophalen in een JCB-graafmachine. Luke zingt dat hij en zijn vader lol maken in de graafmachine, terwijl ze het verkeer ophouden en Luke blij is dat hij niet op school zit. Luke ziet zijn vader als een held, en vergelijkt hem met Bruce Lee en B.A. Baracus. Ook zingt hij dat hij in een Tyrannosaurus rex wil veranderen en alle pestkoppen, de leraren en hun lievelingetjes wil opeten. 

## Hitlijsten
In juni 2005 bereikte het de 16e plaats in het Verenigd Koninkrijk. Een Engels tijdschrift vond dit veel te laag en startte een actie die ertoe zou moeten leiden dat JCB met kerst op de nummer 1 stond. Hun strategie werkte bijna perfect, want op 18 december bereikte het nummer inderdaad de eerste plaats. Op 24 december werd het echter weer verstoten door Shayne Ward. Hoewel het nummer in Nederland geen hitlijsten bereikte, werd het er wel een radiohit.